# Савршенство у пикселима
Савршенство у пикселима (енгл. Pixel Perfect) амерички је оригинални филм за Disney Channel. Премијерно је приказан 16. јануара 2004. године.

## Радња
Тинејџер Роско је направио холограмску рок звезду Лорету за групу свог најбољег пријатеља. Лорета постаје толико популарна да група мења своје име у Loretta and the Zettabytes. Хоће ли Лорета трајати довољно дуго да освоји Росково срце?

## Улоге
| Глумац          | Улога           |
| --------------- | --------------- |
| Рики Алман      | Роско           |
| Лија Пајпс      | Саманта         |
| Спенсер Редфорд | Лорета Модерн   |
| Крис Вилијамс   | Дарил Фибс      |
| Порша Колман    | Рејчел          |
| Танја Гунади    | Синди           |
| Брет Кален      | Зандер          |
| Нејт Стивенс    | Макс Макалистер |
| Џојс Коен       | др Макалистер   |
| Ентони Димарија | Волден Гилс     |
| Макс Робинсон   | Моксли          |